# Katastrofa lotu Loftleiðir 001
Katastrofa lotu Loftleiðir 001 – katastrofa lotnicza samolotu Douglas DC-8-63CF, należącego do linii Loftleiðir, do której doszło 15 listopada 1978 roku w Katunayake na Sri Lance. W jej wyniku śmierć poniosły 183 osoby z 262 na pokładzie, a 32 osoby zostały ranne.
Jest to druga najtragiczniejsza katastrofa lotnicza na Sri Lance, po katastrofa lotu Martinair 138 w 1974 roku, w której zginęło 191 osób.
To również najtragiczniejsza katastrofa lotnicza z udziałem islandzkich linii lotniczych.

## Wypadek
Samolot niebezpiecznie zniżał się w kierunku ziemi, o czym załogę ostrzegł kontroler lotów. Ta jednak rozmawiała z kontrolerem na innej częstotliwości, więc nie otrzymali komunikatu. Około 23:30 końcówka lewego skrzydła uderzyła w drzewa kokosowe, samolot przechylił się o 40° i rozbił się na plantacji kauczuku i kokosa i eksplodował.
W ciągu pół godziny na miejsce katastrofy przybyło pięć wozów strażackich. Akcję ratunkową utrudniła obecność wielu palm kokosowych.

## Ofiary
W katastrofie zginęły łącznie 183 osoby (8 członków załogi i 175 pasażerów). Ranne zostały 32 osoby (4 członków załogi i 28 pasażerów), a 47 osób (1 członek załogi i 46 pasażerów) nie odniosło obrażeń.